# Apollonio Eidografo
Apollonio Eidografo, detto anche Apollonio di Alessandria (in greco antico: Ἀπολλώνιος ὁ εἰδογράφος?, Apollónios ho eidográphos; ... – 175 a.C.), è stato un grammatico greco antico.

## Biografia
Fu il quinto bibliotecario della Biblioteca di Alessandria d'Egitto. Egli ricoprì questo ruolo a partire dal 189/186 a.C., e restò in carica fino alla sua morte.
Durante il suo operato alla Biblioteca ebbe modo di tenere lezioni sulle opere di Aristofane, e si occupò di classificare e ordinare cronologicamente le poesie di Pindaro , dal che forse deriva il suo epiteto (letteralmente, "classificatore").